# Loena Hendrickx
Loena Hendrickx (pronuncia -se Lú-na; Turnhout, Bélgica 5 de novembro de 1999) é uma patinadora artística belga. Ela se tornou a primeira medalhista belga em um Grand Prix ao conquistar o bronze no Skate Canada 2021. Além disso, ela é duas vezes medalhista da Challenger Series (incluindo ouro no Budapest Trophy 2020), bicampeã da International Challenge Cup (2017, 2021) e tricampeã nacional belga (2017-2019).
Hendrickx terminou entre as dez primeiros posições em dois campeonatos europeus (2017, 2018) e em dois campeonatos mundiais (2018 e 2021). Ela representou a Bélgica nos Jogos Olímpicos de Inverno de 2018, terminando na décima sexta colocação.

## Vida pessoal
Loena é a irmã mais nova do patinador artístico belga Jorik Hendrickx, e é treinada por ele atualmente.

## Principais resultados
GP: Grand Prix ; CS: Challenger Series; JGP: Junior Grand Prix
| Internacionais                                                                          | Internacionais | Internacionais | Internacionais | Internacionais | Internacionais | Internacionais | Internacionais | Internacionais | Internacionais | Internacionais |
| Evento                                                                                  | 12–13          | 13–14          | 14–15          | 15–16          | 16–17          | 17–18          | 18–19          | 19–20          | 20–21          | 21–22          |
| --------------------------------------------------------------------------------------- | -------------- | -------------- | -------------- | -------------- | -------------- | -------------- | -------------- | -------------- | -------------- | -------------- |
| Jogos Olímpicos                                                                         |                |                |                |                |                | 16ª            |                |                |                |                |
| Mundial                                                                                 |                |                |                |                | 15ª            | 9ª             | 12ª            | C              | 5ª             |                |
| Europeu                                                                                 |                |                |                |                | 7ª             | 5ª             | WD             | WD             |                |                |
| GP Skate America                                                                        |                |                |                |                |                |                | WD             |                |                |                |
| GP Cup of China                                                                         |                |                |                |                |                |                |                |                |                | C              |
| GP Finlândia                                                                            |                |                |                |                |                |                | 5ª             |                |                |                |
| GP França                                                                               |                |                |                |                |                |                |                | WD             | C              |                |
| GP Rostelecom Cup                                                                       |                |                |                |                |                |                |                | WD             |                | TBD            |
| GP Itália                                                                               |                |                |                |                |                |                |                |                |                | 3              |
| CS Budapest Trophy                                                                      |                |                |                |                |                |                |                |                | 1              |                |
| CS Finlandia Trophy                                                                     |                |                |                |                | 7ª             |                |                |                |                | 4ª             |
| CS Nebelhorn Trophy                                                                     |                |                |                |                | 7ª             |                | 3              |                | WD             |                |
| CS Tallinn Trophy                                                                       |                |                |                |                |                |                | WD             |                |                |                |
| Cup of Nice                                                                             |                |                |                | 7ª             | 2              |                |                |                |                |                |
| Int. Challenge Cup                                                                      |                |                |                |                | 1              |                |                |                | 1              |                |
| NRW Trophy                                                                              |                |                |                |                | 2              |                |                |                |                |                |
| Santa Claus Cup                                                                         |                |                |                |                |                | 2              |                |                |                |                |
| Internacionais: Júnior                                                                  |                |                |                |                |                |                |                |                |                |                |
| JGP Áustria                                                                             |                |                |                |                |                | 9ª             |                |                |                |                |
| JGP Alemanha                                                                            |                |                | 17ª            |                |                |                |                |                |                |                |
| JGP Letônia                                                                             |                |                |                | 14ª            |                |                |                |                |                |                |
| JGP Espanha                                                                             |                |                |                | 11ª            |                |                |                |                |                |                |
| EYOF                                                                                    |                |                | 16ª            |                |                |                |                |                |                |                |
| Coupe du Printemps                                                                      | 10ª N          | 6ª             | 3              |                |                |                |                |                |                |                |
| Int. Challenge Cup                                                                      |                |                | 3              |                |                |                |                |                |                |                |
| NRW Trophy                                                                              | 7ª N           | 10ª N          |                |                |                |                |                |                |                |                |
| Rooster Cup                                                                             | 5ª N           |                |                |                |                |                |                |                |                |                |
| Nacionais                                                                               |                |                |                |                |                |                |                |                |                |                |
| Campeonato Belga                                                                        |                | J              | J              |                | 1              | 1              | 1              |                |                |                |
| TBD = A definir; WD = Abandonada; C = Cancelada Níveis: N = Advanced novice; J = Júnior |                |                |                |                |                |                |                |                |                |                |